# Evangelisch-Lutherische Kirche von Frankreich

Die Lutherrose: ein Symbol der Evangelisch-Lutherischen Kirchen

Die Evangelisch-Lutherische Kirche von Frankreich (französisch Église évangélique luthérienne de France, EELF, bis 1906 Église de la Confession d’Augsbourg de France) war eine lutherische Kirche in Frankreich mit Sitz in Paris. Am 1. Januar 2013 ging sie in der Vereinigten Protestantischen Kirche Frankreichs (Église protestante unie de France) auf.

## Geschichte
Nach dem Konkordat von 1801 mit dem Vatikan erließ Napoleon auch für die Angehörigen nichtkatholischer Religionsgemeinschaften (Calvinisten, Juden, Lutheraner) durch die Organischen Artikel vergleichbare Statuten, die halbstaatliche Leitungsorgane (Konsistorien) vorsahen. Am 8. April 1802 dekretierte Napoleon die Errichtung von 27 lutherischen Konsistorien, die möglichst jeweils mehrere Kirchengemeinden mit zusammen mindestens 6.000 Seelen umfassen sollten. Das Generalkonsistorium (Consistoire générale) mit Sitz in Straßburg im Elsass, das zahlenmäßig ein Zentrum des französischen Luthertums bildet, war ihnen übergeordnet. Auch die administrative Kirchenleitung, das Direktorium (directoire), hatte seinen Sitz in Straßburg. So erhielt die Église de la Confession d’Augsbourg de France (Kirche Augsburgischen Bekenntnisses von Frankreich) die Grundzüge ihrer Verfassung. Im Zuge der Abschaffung der Monarchie 1848 wurde das gesamte Direktorium wegen Antirepublikanismus zum Rücktritt gezwungen.
Mit dem Wachstum der Bevölkerung und der Migration (vor allem zum Zwecke des Erwerbs) entstanden auch in vormaligen Diasporagebieten lutherische Gemeinden; entsprechend wurde die Zahl der lutherischen Konsistorien am 26. März 1852 auf 40 erhöht, und das Generalkonsistorium wurde in Oberkonsistorium (consistoire supérieur) umbenannt.
Durch die Annexion des Elsasses und von Teilen Lothringens nach dem Deutsch-Französischen Krieg 1870 bis 1871 kamen 286.000 französische Lutheraner und ihre Kirchenleitung an Deutschland. Die 45.000 in Frankreich verbleibenden Lutheraner, bald auf 80.000 verstärkt durch lutherische Optanten aus dem Annexionsgebiet und andere Migranten, mussten sich neu organisieren.
Direktorium und Oberkonsistorium in Straßburg beschränkten sich in ihrer Zuständigkeit nur noch auf die lutherischen Kirchengemeinden im Elsass sowie im Bezirk Lothringen und blieben die Kirchenleitung der neu gegründeten Kirche Augsburgischen Bekenntnisses von Elsass und Lothringen (EPCAAL). Die einzige Fakultät für protestantische Theologie des Landes war in Straßburg. Einem Appell von Frédéric Lichtenberger vom Februar 1871 folgend wurde – nach langem Hin und Her – 1877 eine Fakultät gemeinsam für lutherische und reformierte Theologie in Paris gegründet, an der viele elsässische Optanten lehrten. Eine Synode versammelte sich 1872 in Paris, um neue Leitungsorgane zu bilden. 1879 wurden zwei regionale Synodalverbände mit Sitz jeweils in Paris und Montbéliard gegründet. Diese Stadt und ihre Umgebung (ehemals Grafschaft Mömpelgard) bildeten mit 30.000 Lutheranern im damaligen Frankreich die einzige Gegend mit stärkerem lutherischem Bevölkerungsanteil. Das übergeordnete landesweite Kirchenparlament hieß Generalsynode.
Durch das französische Gesetz zur Trennung von Kirche und Staat verloren 1905 alle anerkannten Religionsgemeinschaften Frankreichs ihren Körperschaftsstatus als établissement public du culte, der aus den konkordatären Statuten Napoléons erwuchs. 1906 änderte die Kirche ihren Namen von Église de la Confession d’Augsbourg in Église évangélique luthérienne. Bei Rückfall Elsass-Lothringens an Frankreich 1919 blieben die Zuständigkeitsbereiche getrennt. Zur EELF gehören Kirchengemeinden allein im französischen Gebiet, das der Laizität unterliegt. Die EPCAAL dagegen ist streng auf Elsass und Moseldépartement beschränkt, die 1905 nicht zu Frankreich gehörten und wo deshalb der konkordatäre Körperschaftsstatus weiterhin gilt. Eine Vereinigung von EELF und EPCAAL wäre nur möglich, wenn letztere ihren Status freiwillig aufgäbe.
Von 1940 bis 1944 kam es in Paris zu Kontakten zwischen französischen und deutschen Vertretern der evangelisch-protestantischen Kirchen, die jedoch unter der Besatzungsherrschaft wenig erfolgreich verliefen.

## Mitglieder, Mitgliedschaften und Unionen
Die Kirche wurde 1872 gegründet. 2012 waren rund 40.000 Menschen Mitglied der EELF; Joël Dautheville war der letzte Kirchenpräsident. Die EELF war Mitglied der Konferenz Europäischer Kirchen, im Protestantischen Bund von Frankreich und im Lutherischen Weltbund.
Im Mai 2012 beschlossen die Synoden der Evangelisch-Lutherischen Kirche von Frankreich und der Reformierten Kirche von Frankreich in Belfort, sich zur Vereinigten Protestantischen Kirche Frankreichs (Église protestante unie de France) zusammenzuschließen. Die erste Synode der vereinigten Kirche trat vom 9. bis 12. Mai 2013 in Lyon zusammen.

## Kirchenleitung
Die Kirchenleitung lag zunächst beim Präsidenten des Direktoriums (französisch président du Directoire) und bis 1871 waren sie und ihre Vizepräsidenten qua Amt Mitglieder des Oberkonsistoriums in Straßburg, wobei der Präsident des Direktoriums stets zugleich dem Oberkonsistorium präsidiert. Hier folgend eine Auswahl von Präsidenten:
- 1802–1826: Philippe Frédéric Kern (1746–1826)
- 1826–1831: Bernard-Frédéric de Turckheim (1752–1831)
- 1831–1848:
- 1848–1850:
- 1850–1871: Théodore Braun, Rücktritt nach Abtretung Straßburgs an Deutschland

## Gliederung

### Inspektion Paris
Die Inspektion Paris (inspection de Paris) umfasste 21 Kirchengemeinden (mit 22 Kirchen), von denen neun (mit zehn Kirchen) in Paris lagen und zehn in der Pariser Agglomeration (Banlieue parisienne), sowie je eine in Lyon und in Nizza. Die Zahl der Gemeindemitglieder der Inspektion betrug etwa 5.000.

#### Kirchengemeinden in der Inspektion Paris
in Paris
- Paroisse Saint-Paul de Montmartre. 90 boulevard Barbès. Paris, 18. Arrondissement
- Paroisse de l’Ascension. 47 rue Dulong. Paris 17. Arrondissement
- Paroisse Saint-Pierre. 55 rue Manin. Paris 19. Arrondissement
- Paroisse de la Rédemption. 16 rue Chauchat. Paris 9. Arrondissement
- Paroisse des Billettes. 24 rue des Archives. Paris 4. Arrondissement
- Paroisse Saint-Jean. 147 rue de Grenelle. Paris 7. Arrondissement
- Paroisse Bon-Secours. 20 rue Titon. Paris 11. Arrondissement
- Paroisse de la Trinité – Saint-Marcel :
  - Église de la Trinité. 172 boulevard Vincent-Auriol. Paris 13. Arrondissement
  - Église évangélique Saint-Marcel. 24, rue Pierre-Nicole. Paris 5. Arrondissement
- Paroisse de la Résurrection. 6 rue Quinault. Paris 15. Arrondissement

im Großraum Paris außerhalb der Stadt
- Paroisse Martin Luther. 29 boulevard Carnot. Saint-Denis (93200)
- Paroisse de Courbevoie – La Garenne Colombes. 12-14 rue Kilford. Courbevoie (92400)
- Paroisse de Suresnes. 3 avenue d’Estournelles de Constant. Suresnes (92150)
- Paroisse Saint-Luc. Place du Général-Leclerc. Vanves (92170)
- Paroisse de Bourg-la-Reine. 26 rue Ravon. Bourg-la-Reine (92340)
- Paroisse Saint-Marc de Massy. Place Antoine de Saint-Exupéry. Massy (91300)
- Paroisse Saint-Marc de Noisy-Le-Sec. 47 avenue Marceau. Noisy-le-Sec (93130)
- Paroisse Saint-Étienne. 4 rue de Chanzy. Le Perreux (94170)
- Paroisse de Noisy-le-Grand. 79 rue de Malnoue. Noisy-le-Grand (93160)
- Paroisse Saint-Matthieu. 15 Rue du Plessis. Pontault-Combault (77340)

in Lyon
- Paroisse de Lyon. 12, rue Fénelon. Lyon 6. Arrondissement

in Nizza
- Paroisse la Transfiguration – Nice – Côte d’Azur. 4 rue Melchior de Vogüé. Nizza (06000)

### Inspektion Mömpelgard
Die Inspektion Mömpelgard (inspection de Montbéliard) umfasste 24 Kirchengemeinden mit etwa 30.000 Gemeindemitgliedern.

#### Kirchengemeinden in der Inspektion Mömpelgard
- Paroisse d’Audincourt
- Paroisses de Beaucourt et Vandoncourt-Dasle
- Paroisse de Belfort-Giromagny
- Paroisse de Bethoncourt-Bussurel-Vyans le Val
- Paroisse du Châtelot
- Paroisse des Vosges Saônoises
- Paroisse de Mandeure
- Paroisse du Mont-Bart
- Paroisse de Montbéliard
- Paroisse de Montécheroux
- Paroisse du Mont-Vaudois
- Paroisse du Plateau de Blamont
- Paroisse de Pont-de-Roide
- Paroisse de Seloncourt-Bondeval
- Paroisse de Sochaux-Charmont
- Paroisse de Valentigney
- Paroisse de Val d’Allan (Fesches-Dampierre-Allenjoie et Etupes-Exincourt)
- Paroisse de la Vallée du Rupt
- Paroisse du Vallon
- Paroisse de Vesoul